# Девушка и солдат
«Девушка и солдат» (груз. გოგონა და ჯარისკაცი / Gogona da jariskatsi) — короткометражный фильм-притча, первая из трёх новелл в киноальманахе «Мяч, перчатка и капитан» студии «Грузия-фильм» в 1970 году. Премьера в Москве — 10 мая 1971 года.

## Сюжет
Молодой боксёр и девушка, влюблённые в друг друга, устают от однообразия жизни, в результате чего каждый из них воображает себе другой роман: девушка — с солдатом, юноша — с девушкой, уезжающей куда-то и держащей чемодан. В конце фильма юноша, ставший солдатом, встречает на вокзале свою девушку, уезжающую и держащую чемодан. Встреча символизирует превращение мечты в реальность.

## В ролях
- Лали Месхи — Ирина
- Давид Квачадзе — Гиви
- Мция Маглакелидзе

## Съёмочная группа
- Режиссёр — Темур Палавандишвили
- Сценаристы — Леван Челидзе, Ф. Челидзе
- Оператор — Гено Чирадзе
- Художник — Михаил Медников